# La voix du bon Dieu
La voix du bon Dieu – debiutancki album kanadyjskiej piosenkarki Céline Dion wydany 9 listopada 1981 roku przez wytwórnię Super Étoiles. Album został wyprodukowany przez René Angélila, Eddy'ego Marnaya i Daniela Hétu. Znajduje się na nim sześć autorskich piosenek, trzy covery: Renée Lebas „T’ire l’aiguille”, Berthe Sylva’s „Les roses blanches” oraz „L’amour viendra” francuską wersję „Dolce fiore”.

## Lista utworów
| 1 . | "La Voix Du Bon Dieu"   | 3:16  |
|     |                         |       |
| 2 . | "Au Secours"            | 3:27  |
|     |                         |       |
| 3 . | "L’amour Viendra"       | 4:20  |
|     |                         |       |
| 4 . | "Autour De Moi"         | 2:58  |
|     |                         |       |
| 5 . | "Grand Maman"           | 3:39  |
|     |                         |       |
| 6 . | "Ce n'était qu’un rêve" | 3:47  |
|     |                         |       |
| 7 . | "Seul Un Oiseau Blanc"  | 4:12  |
|     |                         |       |
| 8 . | "T’ire l’aiguille"      | 2:21  |
|     |                         |       |
| 9 . | "Les Roses Blanches"    | 5:55  |
|     |                         |       |
|     |                         | 33:55 |
|     |                         |       |